# 싸이언 크리스탈
싸이언 크리스탈(CYON Crystal)는 LG전자가 2009년 11월 29일에 출시한 휴대 전화이다. 세계 최초로 숫자 자판 부분에 터치스크린 방식의 투명 재질을 적용한 LG 크리스탈의 대한민국판이며, 세계 시장용 기종인 LG 크리스탈과 달리 대한민국용 기종인 싸이언 크리스탈은 지상파 DMB를 지원한다.

## 특징
- 사용자가 지정한 12가지 패턴 그리기를 통해 바로 특정 기능을 실행할 수 있는 제스처 기능
- 화면을 PC로 출력할 수 있는 기능
- 간단한 엔터테인먼트 기능을 실행할 수 있는 포켓앱 기능

## 세부 모델
세부 모델 및 각 모델별 차이는 아래와 같다.
| 모델명    | 통신사   |
| --------- | -------- |
| LG-SU960  | SK텔레콤 |
| LG-KU9600 | KT       |

## 사진

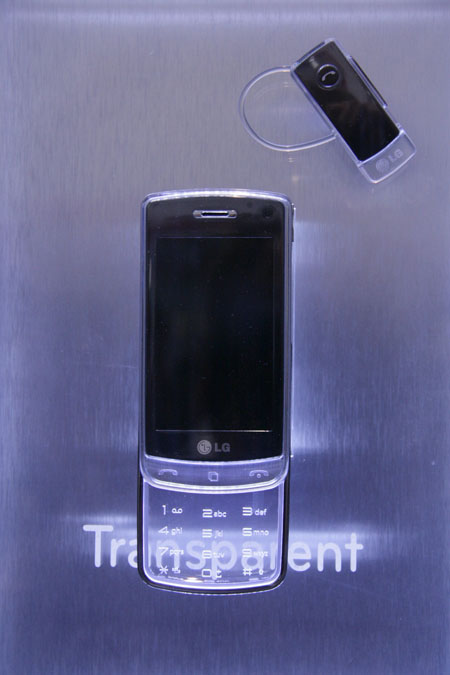
LG 크리스탈의 모습

## 같이 보기
- LG 크리스탈